# Glaciar Uranus
El glaciar Uranus (o Urano en Argentina) (71°24′S 68°20′O / -71.400, -68.333) es un glaciar ubicado en la costa este de la isla Alejandro I, Antártida. El mismo mide 32 km de largo y 10 km de ancho en su boca, fluyendo en dirección este hacia el Canal Jorge VI o Presidente Sarmiento inmediatamente al sur de Fossil Bluff.
Probablemente el glaciar fue observado por primera vez por Lincoln Ellsworth, que voló directamente sobre él y fotografió sectores de su costa el 23 de noviembre de 1935. La zona cerca de la boca del glaciar fue la primera en ser relevada someramente en 1936 por la Expedición Británica a la Tierra de Graham. Fue nombrado por el "Comité Británico para asignación de nombres en la Antártida" en referencia al planeta Urano luego del relevamiento de sus sectores inferiores por el Falkland Islands Dependencies Survey en 1948 y 1949. Si bien el glaciar fue nombrado en referencia al planeta del sistema solar, su nombre no se encuentra asociado con las montanas en sus proximidades llamadas Cumbres Planetas. Todo el glaciar fue relevado a partir de fotografías aéreas tomadas por la Expedición Ronne de Investigaciones Antárticas en 1947-48, por Searle de la FIDS en 1960.